# Вителиформная макулярная дистрофия
 Вителиформная макулярная дистрофия  или  вителиформная дистрофия  — генетическое  расстройство глаз, порождающее прогрессирующую потерю зрения,
влияющее на макулярную область сетчатки, которая  обеспечивает  резкое центральное зрение,  необходимое для получения мелких деталей изображения для чтения, вождения автомобиля, и  распознавания лиц.

## Диагностика
Вителиформная макулярная дистрофия создаёт  желтый жировой пигмент (липофусцин)  в клетках, лежащих в основе макулы. Со временем, ненормальное накопление этого вещества может привести к повреждению клеток, которые являются критическими для четкого центрального зрения. В результате, люди с этим расстройством часто теряют центральное зрение и могут видеть в размытом или искажённом виде. Вителиформная макулярная дистрофии не влияет на боковое (периферийное) зрение или способность видеть ночью.
Исследователи описали две формы вителиформной макулярной дистрофии с аналогичными характеристиками. Ранняя начальная форма (известная как  болезнь Беста ) обычно появляется в детстве; однако, время появления симптомов и тяжесть потери зрения может широко варьироваться. Взрослая форма начинается позже, обычно в среднем возрасте, и, как правило, вызывает относительно мягкую потерю зрения. Это две формы вителиформной макулярной дистрофии, у каждой из которых есть свои характерные изменения в макуле, которые могут быть обнаружены в ходе проверки зрения .

## Патофизиология
Мутации генов RDS и VMD2  вызывают вителиформная макулярную дистрофию. Мутация гена VMD2  порождают болезнь Беста. Изменения либо в VMD2 или RDS генах могут привести к взрослой диабетической форме вителиформной макулярной дистрофии; однако, выявлено менее четверти случаев в результате мутаций в этих двух генов. В большинстве случаев, причина во взрослом возрасте  неизвестна.
Ген VMD2 обеспечивает инструкции для производства белка, называемого bestrophin. Хотя его точная функция является неопределённой, вероятно, этот белок действует как канал, управляющий движением отрицательно заряженных атомов хлора (ионов хлорида) в клетки сетчатки или из них. Мутация гена VMD2, вероятно, приведёт к созданию аномально сформированного канала, который не может регулировать поток хлорида. Исследователи не определяются, как эти неправильные каналы относятся к накоплению липофусцина в макуле и прогрессирующей потере зрения.
Ген RDS  обеспечивает инструкции для создания белка, называемый периферин. Этот белок имеет важное значение для нормальной функции светочувствительных клеток (фоторецепторов)  в сетчатке. Мутация в гене RDS нарушает структуры в этих клетках, которые содержат пигменты светочувствительности, что приводит к потере зрения. Непонятно, почему RDS мутации затрагивают только центральное зрение у взрослых людей с вителиформной макулярной дистрофией.

## Наследование

Болезнь Беста, ранняя начальная форма вителиформной макулярной дистрофии, имеет аутосомно-доминантный тип наследования.

Болезнь Беста наследуется по аутосомно-доминантной картине, а это означает, что  одна копия изменённого гена в каждой ячейке достаточна, чтобы вызвать расстройство. В большинстве случаев, пострадавший имеет одного из родителей с дефектом.
Шаблон наследования взрослых с вителиформной макулярной дистрофией является неопределённым. Некоторые исследования показали, что это может  наследоваться по аутосомно-доминантному типу. Многие пострадавшие люди, однако, не имеют никакой истории нарушений в их семье, и было зарегистрировано только небольшое количество пострадавших семей.